# Ylva Stålnacke
Ylva Stålnacke (Kiruna, 17 settembre 1992) è un'ex sciatrice alpina svedese specialista delle prove tecniche.

## Biografia
Ylva Stålnacke ha debuttato in gare FIS l'8 dicembre 2007 disputando uno slalom speciale a Arvidsjaur giungendo 22ª. Il 1º marzo 2011 ha esordito in Coppa Europa partecipando allo slalom speciale di Zakopane, senza concluderlo, e il 16 novembre 2013 ha debuttato in Coppa del Mondo nello slalom speciale di Levi, non riuscendo a terminare la prima manche. Il 22 novembre 2013 ha ottenuto il suo primo podio in Coppa Europa, piazzandosi al 2º posto dello slalom gigante di Levi; il 7 gennaio successivo a Zinal ha vinto la sua prima gara nel circuito continentale, ancora uno slalom gigante, e a fine stagione è risultata vincitrice della classifica di specialità.
Il 29 dicembre 2018 ha ottenuto a Semmering in slalom speciale il suo miglior piazzamento in Coppa del Mondo (14ª); il 22 gennaio 2019 ha colto a Zinal in slalom gigante la sua ultima vittoria in Coppa Europa e ai successivi Mondiali di Åre 2019, sua unica presenza iridata, è stata 14ª nello slalom gigante e non ha completato lo slalom speciale. Sempre nel 2019, il 3 marzo, è salita per l'ultima volta sul podio in Coppa Europa, a Jasná in slalom speciale (3ª). Si è ritirata durante la stagione 2019-2020 e la sua ultima gara in carriera è stata lo slalom speciale di Coppa del Mondo disputato il 14 gennaio a Flachau, nel quale la Stålnacke non si è qualificata per la seconda manche.

## Palmarès

### Coppa del Mondo
- Miglior piazzamento in classifica generale: 81ª nel 2019

### Coppa Europa
- Miglior piazzamento in classifica generale: 2ª nel 2015
- Vincitrice della classifica di slalom gigante nel 2014
- 17 podi:
  - 5 vittorie
  - 5 secondi posti
  - 7 terzi posti

#### Coppa Europa - vittorie
| Data             | Località      | Paese    | Specialità |
| ---------------- | ------------- | -------- | ---------- |
| 7 gennaio 2014   | Zinal         | Svizzera | GS         |
| 18 dicembre 2014 | Valtournenche | Italia   | GS         |
| 19 dicembre 2014 | Valtournenche | Italia   | GS         |
| 3 dicembre 2018  | Trysil        | Norvegia | SL         |
| 22 gennaio 2019  | Zinal         | Svizzera | GS         |

Legenda:

GS = slalom gigante

SL = slalom speciale

### Far East Cup
- Miglior piazzamento in classifica generale: 10ª nel 2017
- 3 podi:
  - 3 vittorie

#### Far East Cup - vittorie
| Data          | Località | Paese    | Specialità |
| ------------- | -------- | -------- | ---------- |
| 5 marzo 2017  | Sapporo  | Giappone | SL         |
| 9 marzo 2017  | Engaru   | Giappone | SL         |
| 10 marzo 2017 | Engaru   | Giappone | SL         |

Legenda:

SL = slalom speciale

### Campionati svedesi
- 2 medaglie[2]:
  - 1 oro (slalom gigante nel 2015)
  - 1 argento (slalom gigante nel 2019)